# Dominik Bonatz
Dominik Bonatz (* 2. Januar 1966 in Frankfurt am Main) ist ein deutscher Vorderasiatischer Archäologe.

## Leben
Dominik Bonatz studierte von 1988 bis 1993 Vorderasiatische Archäologie mit den Nebenfächern Klassische Archäologie und Altorientalische Philologie an den Universitäten in Frankfurt am Main und Pisa. Er erwarb 1993 den Magister in Vorderasiatischer Archäologie an der Universität Frankfurt mit einer Arbeit zu „Untersuchungen zur materiellen Kultur der syrischen Küste in der Eisenzeit“. 1997 wurde er an der FU Berlin mit der Arbeit „Das syro-hethitische Grabdenkmal. Untersuchungen zur Entstehung einer neuen Bildgattung in der Eisenzeit im nordsyrisch-südostanatolischen Raum“ betreut von Hartmut Kühne promoviert. 1998 bis 2003 war er wissenschaftlicher Mitarbeiter an der Universität Freiburg. Seit 2003 ist er ordentlicher Professor für Vorderasiatische Archäologie an der FU Berlin.

### Forschung
Forschungsschwerpunkte und Projekte von Bonatz sind die Bildgeschichte des alten Vorderen Orients und der alte Vordere Orient im kulturanthropologischen Vergleich. Er führte bis September 2002 eine archäologische Geländebegehung im Anti-Libanon und archäologische Untersuchungen in Kerinci auf Sumatra/Indonesien ab August 2003 durch. Seit 2005–2023 war er Leiter des deutsch-syrischen Ausgrabungsprojektes am Tell Fecheriye in Syrien.

## Schriften (Auswahl)
- Some Considerations on the Material Culture of Coastal Syria in the Iron Age. In: Egitto e Vicino Oriente 16, 1993, S. 123–157 (= Magisterarbeit).
- Das syro-hethitische Grabdenkmal. Untersuchungen zur Entstehung einer neuen Bildgattung in der Eisenzeit im nordsyrisch-südostanatolischen Raum. Zabern, Mainz 2000, ISBN 3-8053-2603-3 (Dissertation).
- mit Marlies Heinz (Hrsg.): Bild – Macht – Geschichte. Visuelle Kommunikation im Alten Orient. Reimer, Berlin 2002.
- mit Rainer Czichon, Florian Janoscha Kreppner (Hrsg.): Fundstellen. Gesammelte Schriften zur Archäologie und Geschichte Altvorderasiens. Ad honorem Hartmut Kühne. Wiesbaden 2008, ISBN 978-3-447-05770-7.
- mit Lutz Martin (Hrsg.): 100 Jahre archäologische Feldforschungen in Nordost-Syrien. Eine Bilanz. Internationales Symposium des Instituts für Vorderasiatische Archäologie der Freien Universität Berlin und des Vorderasiatischen Museums der Staatlichen Museen zu Berlin vom 21. Juli bis 23. Juli 2011 im Pergamonmuseum. Wiesbaden 2013, ISBN 978-3-447-10009-0.
- (Hrsg.): The Archaeology of Political Spaces. The Upper Mesopotamian Piedmont in the second Millennium BCE. De Gruyter, Berlin 2014, ISBN 3-11-026595-8.
- Middle Assyrian Seal Motifs from Tell Fekheriye (Syria) (= Tell Fekheriye Excavation Reports 1). De Gruyter, Berlin 2021.